# アメロブラスチン
アメロブラスチン は歯のエナメル質に存在する遺伝子特異的なタンパク質である。エナメル質のうち、タンパク質は5%未満であるが、そのうち5～10%がアメロブラスチンである。エナメル芽細胞によって歯の発生時期に形成される。その機能はまだ完全には理解されていないが、歯の発生において、エナメル質の結晶の成長や石灰化の促進をコントロールしているのではないかと考えられている。
他のエナメルタンパクとしては、アメロゲニン、エナメリン、tuftelins等が有る。